# アレクサンドル・ウラソフ (フィギュアスケート選手)
アレクサンドル・ウラソフ（ロシア語: Александр Власов, ラテン文字転写: Aleksandr Vlasov, 1956年2月25日 - ）は、旧ソビエト連邦出身の男性フィギュアスケート選手で現在はフィギュアスケートコーチ。1976年インスブルックオリンピックペアソビエト連邦代表。パートナーはイリーナ・ボロビエワ。娘はジュリア・ウラソフ。

## 経歴
1974年世界選手絵に初出場し、6位となった。1975-1976年シーズンの欧州選手権と世界選手権ではともに3位となったが、1976年インスブルックオリンピックではメダルを逃す。翌1976-1977年シーズンの欧州選手権と世界選手権でともに2位。のちイリーナ・ボロビエワとのペアを解消した。
1990年代になり、家族とともにアメリカへ渡りコーチとして活動をはじめ、愛娘のジュリア・ウラソフ&ドリュー・ミーキンス組を世界ジュニアチャンピオンに育て上げた。

## 主な戦績
- 1976-77までイリーナ・ボロビエワとのペア
- 1978-79よりジャンナ・イリナとのペア

| 大会/年          | 1971-72 | 1972-73 | 1973-74 | 1974-75 | 1975-76 | 1976-77 | 1977-78 | 1978-79 | 1979-80 |
| ---------------- | ------- | ------- | ------- | ------- | ------- | ------- | ------- | ------- | ------- |
| オリンピック     |         |         |         |         | 4       |         |         |         |         |
| 世界選手権       |         |         | 6       | 4       | 3       | 2       |         |         |         |
| 欧州選手権       |         |         |         |         | 3       | 2       |         |         |         |
| ネーベルホルン杯 |         |         |         |         |         |         |         |         | 2       |
| モスクワ国際     |         | 1       |         |         | 2       |         |         |         | 3       |
| スパルタキアード |         |         | 3*      |         |         |         |         |         |         |
| ソビエト選手権   | 2       |         | 3       |         | 1       | 2       |         | 4       |         |

- 1974年スパルタキアードの結果は1974年ソビエト連邦フィギュアスケート選手権にも使われた。